# Brno-Lesná (železniční zastávka)
Brno-Lesná je železniční zastávka ležící ve stejnojmenné brněnské části na dvoukolejné elektrizované trati Brno – Havlíčkův Brod. Zastávka byla otevřena 15. prosince 2006.

## Provozní informace
Zastávku provozuje Správa železnic. Má dvě jednostranná nástupiště na vnější straně kolejí. Nástupiště i veškeré přístupové cesty k zastávce jsou bezbariérové. Zastávka též disponuje přístřeškem a je vybavena označovačem jízdenek IDS JMK. Odjezdové tabule jsou jak na příchodu, tak na nástupištích. V její blízkosti se též nachází zastávky brněnské MHD.

## Doprava
Zastavují zde osobní vlaky jezdící na trase Křižanov – Tišnov – Brno hl. n. – Židlochovice / – Hustopeče u Brna (linka S3).